# 馬場コスモス畑

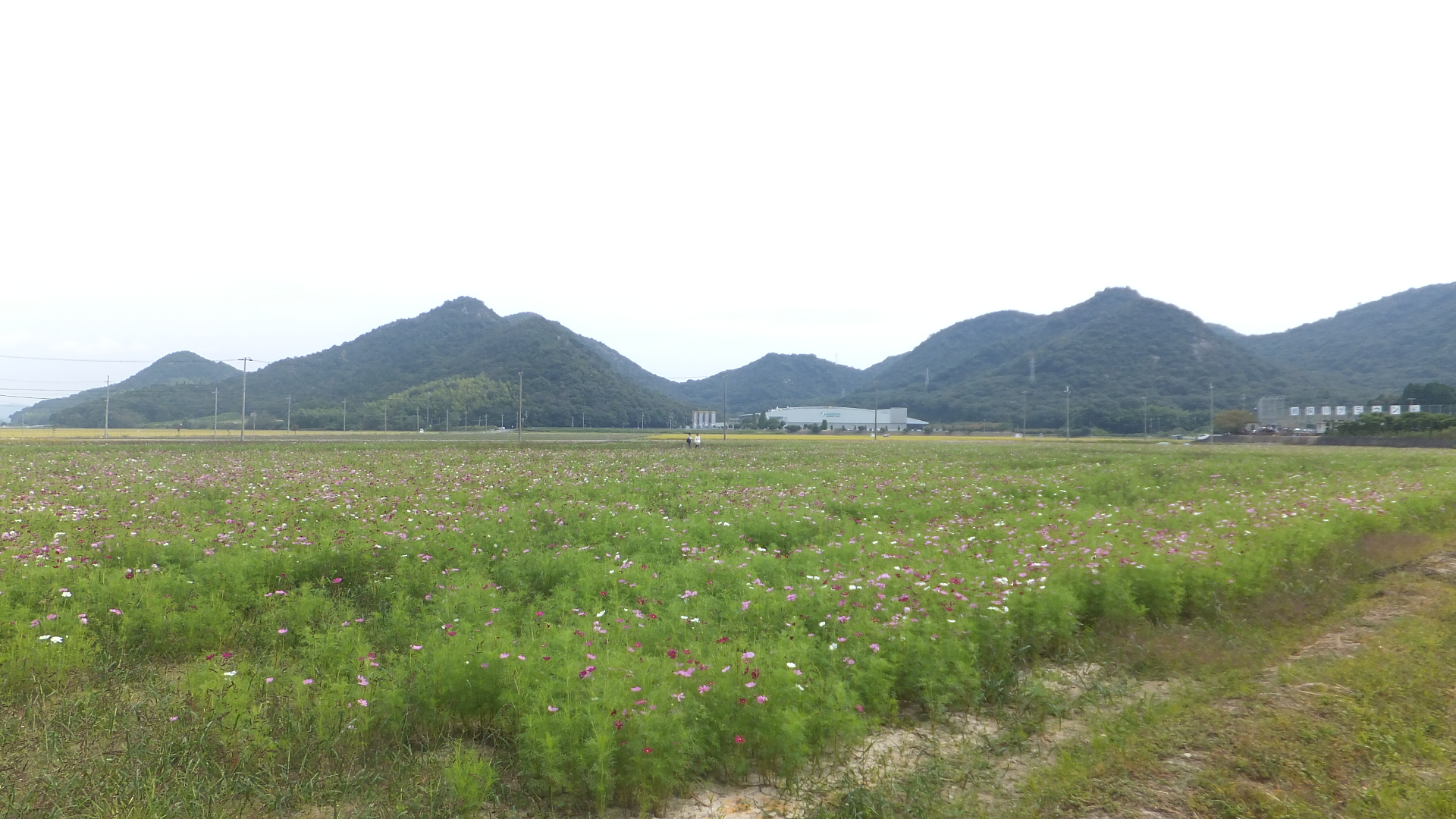
畑内にあるコスモス

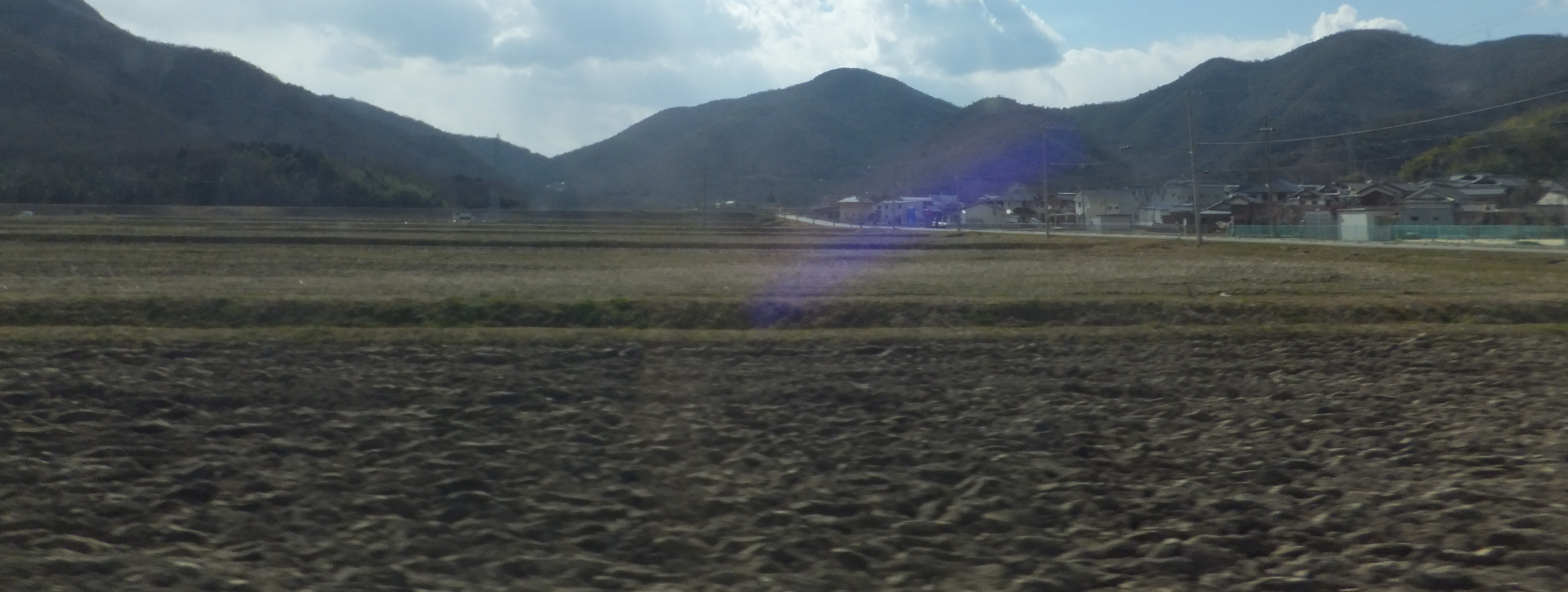
シーズンオフの様子

馬場コスモス畑（うまばコスモスばたけ）は兵庫県たつの市揖保川町馬場にあるコスモス畑である。

## 概要

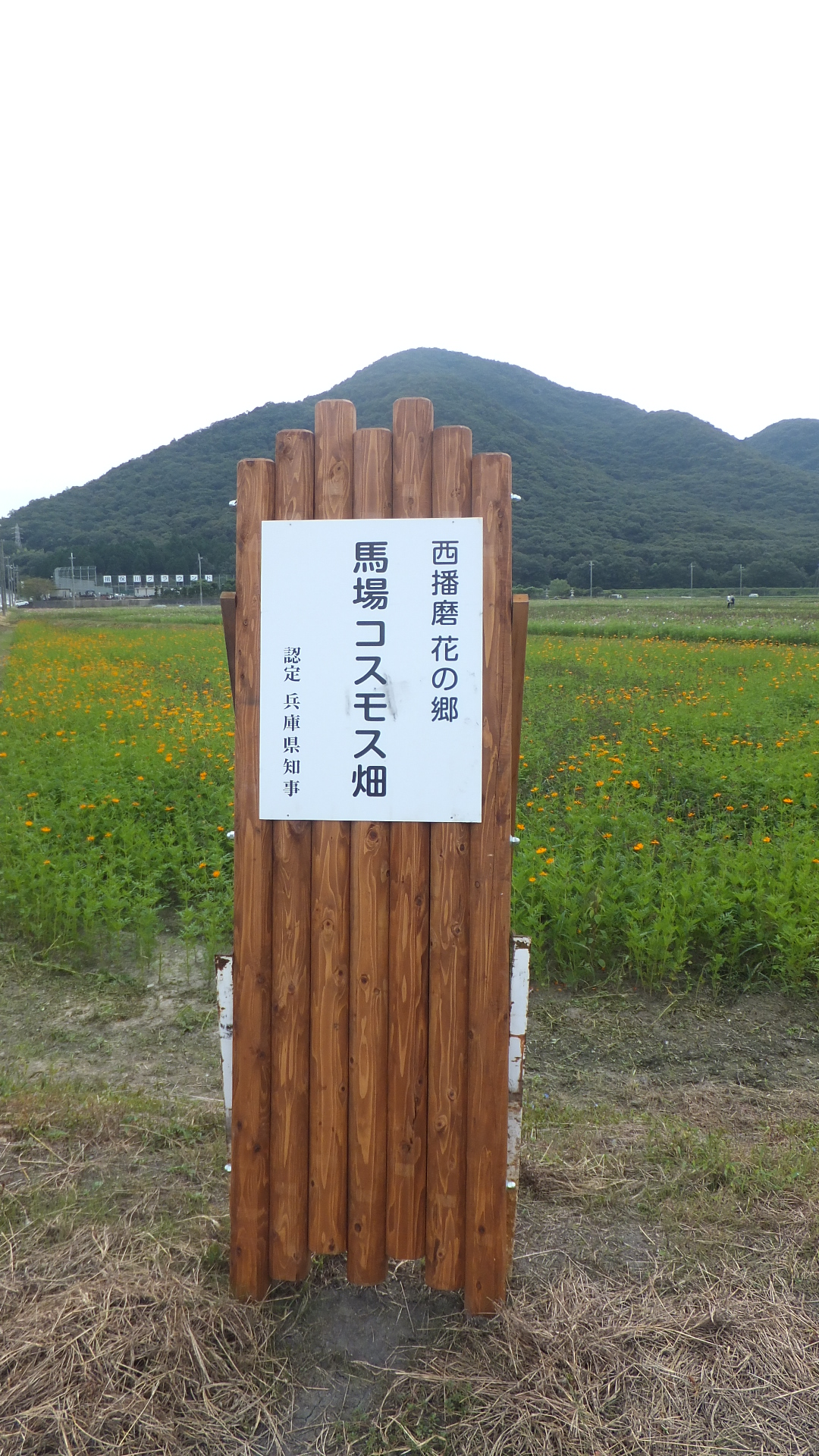
コスモス畑を知らせる看板

- 約5ヘクタールの休耕田を毎年利用して栽培されている紅色・白色・桃色などのコスモスが見られるコスモス畑である。毎年8月上旬には周辺の自治会・営農組合が種を蒔き、10月上旬から中旬にかけてには満開になり、10月下旬まで有料でコスモスを摘み取ることが可能である。10月中旬にはコスモス祭りが開催される。風を見る花と呼ばれる愛称を付けられている。[1] [2] [3]

## 時期
- 9月下旬から10月中旬。[1]

## イベント
- 10月中旬の日曜日に馬場コスモス祭りが開催される。[1][2]

## アクセス
- JR山陽本線竜野駅より車で10分である。[1]